# Narón (Puertomarín)
Narón (llamada oficialmente Santa María de Narón) es una parroquia y una aldea española del municipio de Puertomarín, en la provincia de Lugo, Galicia.

## Organización territorial
La parroquia está formada por diez entidades de población, constando nueve de ellas en el nomenclátor del Instituto Nacional de Estadística español:
- A Casilla de Narón
- Batifoles
- Fontellada
- Narón
- Pardellas (Pardellas do Monte)
- O Penedo
- O Vilar de Abaixo
- O Vilar de Arriba
- Valderramos
- Vilanova

## Demografía

### Parroquia
| Gráfica de evolución demográfica de Narón (parroquia) entre 2000 y 2020 |
|                                                                         |
| Datos según el nomenclátor publicado por el INE.                        |

### Aldea
| Gráfica de evolución demográfica de Narón (aldea) entre 2000 y 2020 |
|                                                                     |
| Datos según el nomenclátor publicado por el INE.                    |